# Erik Löfgren (historiker)
Erik Olof Löfgren, född 26 januari 1892 i Uppsala, död 20 augusti 1972 i Johannes församling, Stockholm, var en svensk skolman och historiker.
Erik Löfgren var son till kamreraren Johan Erik Löfgren. Han avlade studentexamen 1910, studerade vid Uppsala universitet där han blev filosofie magister 1915, filosofie licentiat 1919 och disputerade 1921 på avhandlingen Sverige-Norge och danska frågan 1848–49 samt promoverades till filosofie doktor samma år. Under första världskriget arbetade Löfgren under Verner Söderberg på Stockholms Dagblads utrikesavdelning, där han skrev uppmärksammade aktuella översikter. Han blev adjunkt vid Högre realläroverket å Norrmalm 1924 och 1939 lektor i historia och geografi vid Högre allmänna läroverket å Östermalm. Från 1945 var han vice ordförande i Stockholms historielärares förening. Löfgren utgav arbetet Irland under nya tiden (1924) samt medverkade i Norstedts världshistoria där han skrev kapitlen Filip II:s tidevarv (del 8, 1930) och Liberalismens och nationalitetsrörelsernas genombrottstid (del 12, 1936). I Folkens historia genom tiderna skildrade han Den väpnade fredens tid 1871–1914 (del 6, 1939) och i Sveriges historia genom tiderna Oskar II:s tidevarv (del 4, 1948). Han utgav även Repetitionskurs i historia för gymnasiet (1943, 2:a upplagan 1948). Erik Löfgren är begravd på Uppsala gamla kyrkogård.